# Solanum sanchez-vegae
Solanum sanchez-vegae är en potatisväxtart som beskrevs av Sandra Diane Knapp. Solanum sanchez-vegae ingår i släktet skattor som ingår i familjen potatisväxter. Inga underarter finns listade i Catalogue of Life.

## Bildgalleri

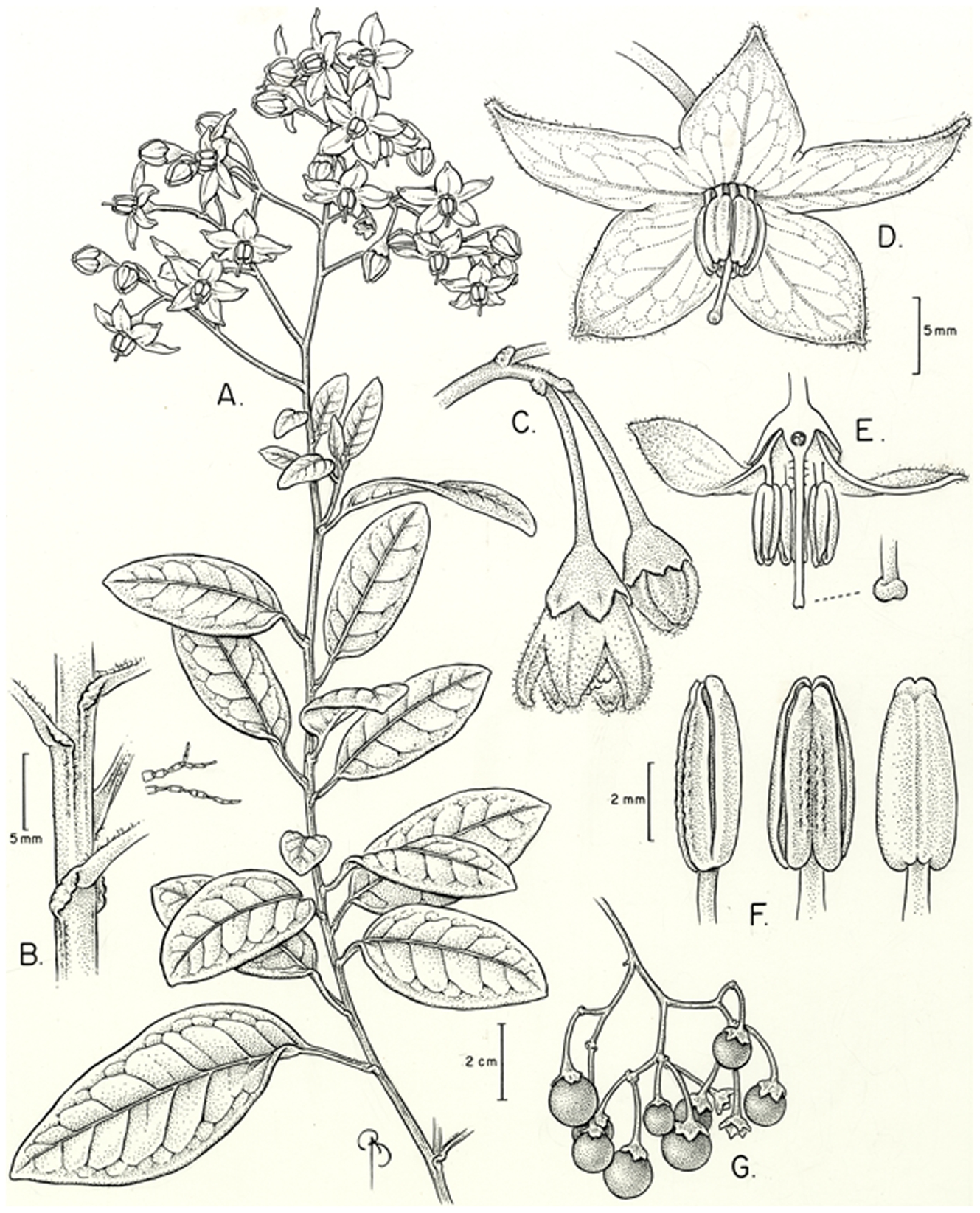